# Ulmu (Brăila)
Ulmu é uma comuna romena localizada no distrito de Brăila, na região de Muntênia. A comuna possui uma área de 101.61 km² e sua população era de 4118 habitantes segundo o censo de 2007.